# Міцелярне заводнення
Міцелярне заводнення (від лат. micella, від лат. mica — крихта) (рос. мицелярное заводнение; англ. micellar flooding; нім. Mizellarfluten n) — технологія фізико-хімічного підвищення нафтовилучення шляхом нагнітання в поклад облямівки міцелярного розчину, що забезпечує істотне зниження міжфазного поверхневого натягу.
Міцелярне заводнення — процес витіснення нафти облямівками міцелярних розчинів (МР), що просуваються по пласту спочатку полімерним розчином, а потім водою. Такий розчин складається з міцел (мікроасоціатів) або згустків водо- і нафторозчинних ПАР, здатних поглинати великі кількості води (до 80 % від обсягу розчину). При цьому зовнішньою фазою (дисперсним середовищем) залишається нафта. Отже, МР здатний змішуватися в пористому середовищі з нафтою (не утворюючи меж розділу і менісків) незважаючи на вміст у ньому великої кількості води. Із збільшенням у розчині внутрішньої фази міцели збільшуються, що призводить до зміни фаз: міцелярний розчин із зовнішньою нафтовою фазою переходить у розчин із зовнішньої водної фазою, який добре змішується з водою. До складу МР входять вуглеводнева рідина, вода і ПАР різного складу, включаючи спирти.
Вміст ПАР у розчині досягає 5—10 %, тому МР мають велику вартість. Для їх просування по пласту використовують розчини полімерів, висока в'язкість яких дозволяє застосовувати облямівки МР менших об'ємів. Змішуваність міцелярних розчинів з водою і нафтою, а також досить низький поверхневий натяг на межі розділу МР з нафтою і водою створюють сприятливі умови для витіснення нафти. Коефіцієнт витіснення при заводненні міцелярними розчинами становить 80 — 98 %.
Міцелярно-полімерне заводнення спрямоване на усунення капілярних сил у заводненні пластів і витісненні залишкової нафти. Міцелярні розчини являють собою колоїдні системи з вуглеводної рідини і води, стабілізовані сумішшю ПАР. Як відомо, залишкова нафта в заводнених пластах утримується в нерухомому стані, поверхнево-молекулярними і капілярними, а також силами в'язкості в слабопроникних шарах пласта. При цьому міжфазний натяг між міцелярними розчинами і пластовими рідинами (нафтою і водою) слабким, тому розчин усуває дію капілярних сил, витісняючи при цьому нафту і воду. З метою витіснення оторочки міцелярного розчину, в пласт слідом за цим розчином нагнітають полімерний розчин з в'язкістю, близькою до в'язкості міцелярного розчину, а потім звичайну воду. У результаті в пласті утворюються шість зон:
1 — зона вихідної нафтової насиченості пласта, 2 — нафтовий вал, 3 — водяний вал,
4 — облямівка міцелярного розчину, 5 — буфер рухливості, 6 — зона звичайної води.
Таким способом вдається додатково отримати до 15 — 40 % залишкової нафти.